# سقاية عادلة خاتون
سقاية عادلة خاتون
عادلة خاتون بنت أحمد باشا والي بغداد في العهد العثماني والمتوفية سنة 1768م، كانت محبة لاعمال الخير والصلاح، حيث انشات في سنة 1747م، سقاية ماء خصصتها للمنفعة العامة في مسجدها المعروف بجامع العادلية الصغير أو جامع الدنكجية نسبة إلى (عقد الدنكجية) الذي يقع فيه هذا الجامع، وهو على طريق الجسر القديم (جسر الشهداء الحالي)، وكان على الباب لوحة من الرخام منقوش عليها ستة أبيات دالية فيها إشارة إلى السقاية وتأريخها، ومنها هذا البيت: